# Lipiny (powiat przysuski)
Lipiny – wieś w Polsce położona w województwie mazowieckim, w powiecie przysuskim, w gminie Odrzywół.
W skład sołectwa Lipiny wchodzą także wsie Emilianów i Badulki.
W latach 1975–1998 miejscowość należała administracyjnie do województwa radomskiego. We wsi znajduje się Zespół Szkół Ponadgimnazjalnych i Mistrzostwa Sportowego im. dr Heleny Spoczyńskiej
Wierni Kościoła rzymskokatolickiego należą do parafii św. Jadwigi w Odrzywole.